# Savina
Savina je naselje v Občini Ljubno.